# 라오스 육군 축구단
라오스 육군 축구단은 라오스의 축구단으로 현재 라오스 리그 1에 참가하고 있으며 라오스 리그 1 최다 우승팀이다.

## 우승
- 라오스 리그 1: 1990, 1991, 1992, 1993, 1994, 1996, 1997, 2008
- 라오스 프라임 미니스터컵 : 2013